# Вільясбуенас-де-Гата
Вільясбуенас-де-Гата (ісп. Villasbuenas de Gata) — муніципалітет в Іспанії, у складі автономної спільноти Естремадура, у провінції Касерес. Населення — 463 особи (2010).
Муніципалітет розташований на відстані близько 250 км на захід від Мадрида, 80 км на північ від Касереса.

## Демографія
Динаміка населення (INE ):

## Галерея зображень

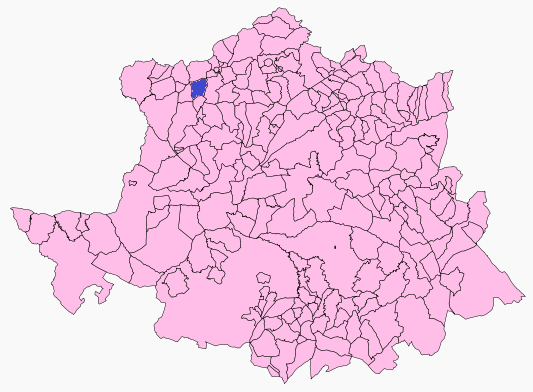
Розташування муніципалітету у провінції Касерес